# Bolsheden
Bolsheden är en stadsdel och ett industriområde i östra delen av tätorten Billdal, huvudsakligen beläget i Kungsbacka kommun men en mindre del även i Göteborgs kommun. År 1990 räknade SCB Bolsheden som en småort med benämningen Kungsbacka:10. Till nästa avgränsning, 1995, hade området växt samman med tätorten Billdal.
I Bolsheden finns bland annat en vårdcentral.
År 1990 räknade SCB Bolsheden som en småort med benämningen Kungsbacka:10. Till nästa avgränsning, 1995, hade området växt samman med tätorten Billdal.